# Чемпионат Испании по футболу среди женщин 1989/1990
Чемпионат Испании по футболу среди женщин 1989/1990 — 2-й по счёту сезон высшего дивизиона системы футбольных лиг Испании. В турнире приняло участие двенадцать команд (семь с прошлого сезона, пять новых команд). Сезон начался 24 сентября 1989 года и закончился 3 июня 1990 года.
Чемпионский титул взял «Атлетико Вилья де Мадрид», которые стали одной из команд-новичков, дебютировавших в этом сезоне. Этот титул стал их первый профессиональным трофеем.

## Изменения по сравнению с предыдущим сезоном
Состав клубов-участников обновился: семь команд из прошлого сезона и пять новичков. Среди команд, которые не участвовали в сезоне из прошлого розыгрыша чемпионата: «Вальес-Оксиденталь» (занял пятое место) и «Атлетико Санта-Мария-дель-Ками» (занял последнее, девятое место). Вальес-Оксиденталь довольствовался лишь участием в Кубке Испании 1990.
Лига Насьонал пополнилась следующими профессиональными командами: «Атлетико Вилья де Мадрид», «Публи Спорт», «Орокьета Вильяверде», «Ла-Чименея» и «Комплутенсе».

## Клубы-участники

### География соревнований
В сезоне представлено шесть клубов из Мадрида, четыре клуба из Каталонии. Оставшиеся два клуба представляют разные автономные сообщества.
| Клуб                     | Город             | Автономное сообщество |
| ------------------------ | ----------------- | --------------------- |
| Атлетико Вилья де Мадрид | Мадрид            | Мадрид                |
| Барселона                | Барселона         | Каталония             |
| Комплутенсе              | Алькала-де-Энарес | Мадрид                |
| Ла-Чименея               | Мадрид            | Мадрид                |
| Олимпико Фортуна         | Мадрид            | Мадрид                |
| Орокьета Вильяверде      | Мадрид            | Мадрид                |
| Парке Алькобендас        | Алькобендас       | Мадрид                |
| Пенья Барселониста       | Барселона         | Каталония             |
| Публи Спорт              |                   |                       |
| Пуэнте Кастро            | Леон              | Кастилия-Леон         |
| Сабадель                 | Сабадель          | Каталония             |
| Эспаньол                 | Барселона         | Каталония             |

## Турнирная таблица
Статистика матчей является неполной, так как некоторые результаты матчей не удалось обнаружить статистам. В статистике не учитывается один матч девятого тура («Орокьета Вильяверде» — «Олимпико Фортуна»), один матч тринадцатого тура («Пенья Барселониста» — «Олимпико Фортуна») и пять матчей пятнадцатого тура («Комплутенсе» — «Барселона», «Пуэнте Кастро» — «Орокьета Вильяверде», «Ла-Чименея» — «Олимпико Фортуна», «Эспаньол» — «Публи Спорт», «Пенья Барселониста» — «Парке Алькобендас»).
| М  | Команда                  | И  | В  | Н | П  | Мячи     | ±   | О  | Примечания                                              |
| -- | ------------------------ | -- | -- | - | -- | -------- | --- | -- | ------------------------------------------------------- |
| 1  | Атлетико Вилья де Мадрид | 22 | 21 | 1 | 0  | 121 − 30 | +91 | 43 | Чемпион Испании и квалификация в Кубок Испании          |
| 2  | Пенья Барселониста       | 20 | 18 | 1 | 1  | 70 − 13  | +57 | 37 |                                                         |
| 3  | Эспаньол                 | 21 | 13 | 2 | 6  | 69 − 33  | +36 | 28 | Вылет во Второй дивизион и квалификация в Кубок Испании |
| 4  | Сабадель                 | 22 | 9  | 5 | 8  | 54 − 52  | +2  | 23 | Вылет во Второй дивизион                                |
| 5  | Барселона                | 21 | 10 | 2 | 9  | 52 − 39  | +13 | 22 |                                                         |
| 6  | Публи Спорт              | 21 | 8  | 4 | 9  | 41 − 53  | −12 | 20 | Вылет во Второй дивизион                                |
| 7  | Олимпико Фортуна         | 19 | 7  | 3 | 9  | 43 − 44  | −1  | 17 | Вылет во Второй дивизион                                |
| 8  | Пуэнте Кастро            | 21 | 8  | 1 | 12 | 50 − 90  | −40 | 17 |                                                         |
| 9  | Орокьета Вильяверде      | 20 | 6  | 3 | 11 | 36 − 48  | −12 | 15 | Квалификация в Кубок Испании                            |
| 10 | Ла-Чименея               | 21 | 6  | 1 | 14 | 44 − 70  | −26 | 13 | Вылет во Второй дивизион                                |
| 11 | Парке Алькобендас        | 21 | 3  | 4 | 14 | 17 − 70  | −53 | 10 | Вылет во Второй дивизион                                |
| 12 | Комплутенсе              | 21 | 1  | 3 | 17 | 24 − 79  | −55 | 5  | Вылет во Второй дивизион                                |

Источник: